# Chloé
Chloé — французький будинок моди, який спеціалізується на випуску одягу прет-а-порте, аксесуарів і парфумерії.

## Історія
Габі Агьєн (фр. Gaby Aghion), яка народилася в 1921 році в Олександрії, після переїзду в 1945 році з Єгипту в Париж спочатку шила і продавала сукні в місцеві бутіки. У 1952 році Габі Агьєн із Жаком Ленуаром (фр. Jacques Lenoir) заснували компанію Chloé, якою управляли до її продажу в 1985 році швейцарського холдингу Richemont.
Обрана назва Chloé, за однією з версій, була пов'язана з епітетом давньогрецької богині Деметри — Хлоя (грец. Χλόη) квітуча, зелена. За іншою версією, Габі, що вважала своє ім'я неблагозвучним, вибрала для назви компанії ім'я близької подруги Хлое де Брюметон (фр. Chloe de Brjumeton). Але в будь-якому випадку, стиль Будинку моди Chloé відрізняють якості, відповідні грецьким уявленням про красу — жіночність, теплоту і природність, використання вільного крою з красивих і якісних тканин. Із загальним духом марки узгоджуються колекції різних аксесуарів, включаючи оправи й сонцезахисні окуляри.
Саме Габі Агьєн запропонувала поняття прет-а-порте для створення моделей готового одягу, що запускаються модельєрами в масове виробництво, і зробила готовий одяг звичайним для сучасної людини. Перший показ Chloé відбувся у 1956 році. У 1960-ті роки засновники компанії зібрали першу плеяду талановитих модельєрів, серед яких були Жерар Піпар (фр. Gerard Pipart), Максіма де ла Фалас (фр. Maxime de la Falaise) і Крістіана Бейлі (фр. Christiane Bailly). У 1966 році творчий напрямок очолив Карл Лагерфельд, серед постійних клієнтів Chloé значилися Джекі Кеннеді та Бріджит Бардо.[джерело?]
З 1995 по 2002 рік посаду головного дизайнера займала Стелла Маккартні, потім на чолі Chloé стала Фібі Філо. Незалежно від частої зміни керівництва цього Будинку моди і видозміни стилю, продукція Chloé постійно залишається затребуваною з того часу, як Габі Агьєн придумала готовий одяг класу люкс (фр. luxury pret-a-porter).
Бренд Chloé вибирають для себе багато зірок світу мистецтва: Сієнна Міллер, Мадонна Міллер, Дженьюарі Джонс, Меггі Джилленхол, Камерон Діас, Емма Стоун, Клеманс Поезі, Кеті Холмс та інші.
Костюми для спеціальних виступів артистів створювали різні відомі кутюр'є: Коко Шанель, Ів Сен-Лоран, Джанні Версаче, Олександр Макквін та інші. Цю традицію продовжує новий креативний директор компанії Chloé — Наташа Рамсей-Леві (фр. Natacha Ramsay-Levi), прихильниця балету, особливо Вацлава Ніжинського.
У 2018 році на міжнародному фестивалі «Бенуа де ля Данс», який також називають «Оскаром» для танцюристів, в балетній постановці «І коли пройшов день» британського хореографа Девіда Доусона на знаменитій сцені Великого театру прима-балерина Марія Кочеткова і данець Себастьян Клоборг (англ. Sebastian Kloborg) танцювали в костюмах, створених дизайнерами Chloé. Марія розповідає, що дівчинка отримала в подарунок від мами парфуми Chloé і вже тоді дізналася про існування цього бренду, естетика якого, на її думку, близька балетного світу. Кочеткова пояснює, що створення купальника для танцівниці не так просто, як здається. «Він повинен ідеально сидіти, щоб нічого не заважало виконанню хореографії, складних підтримок і танцю в цілому». Марія знайшла повне взаєморозуміння з Наташею Рамсей-Леві, і створений модельєрами Chloé в короткий час (менше місяця) рожево-бежевий купальник зі вставками з найтоншого прозорого тюлю став «другою шкірою» балерини і відчуттям невагомою димки на тілі, про яку на сцені можна забути.

## Колекції

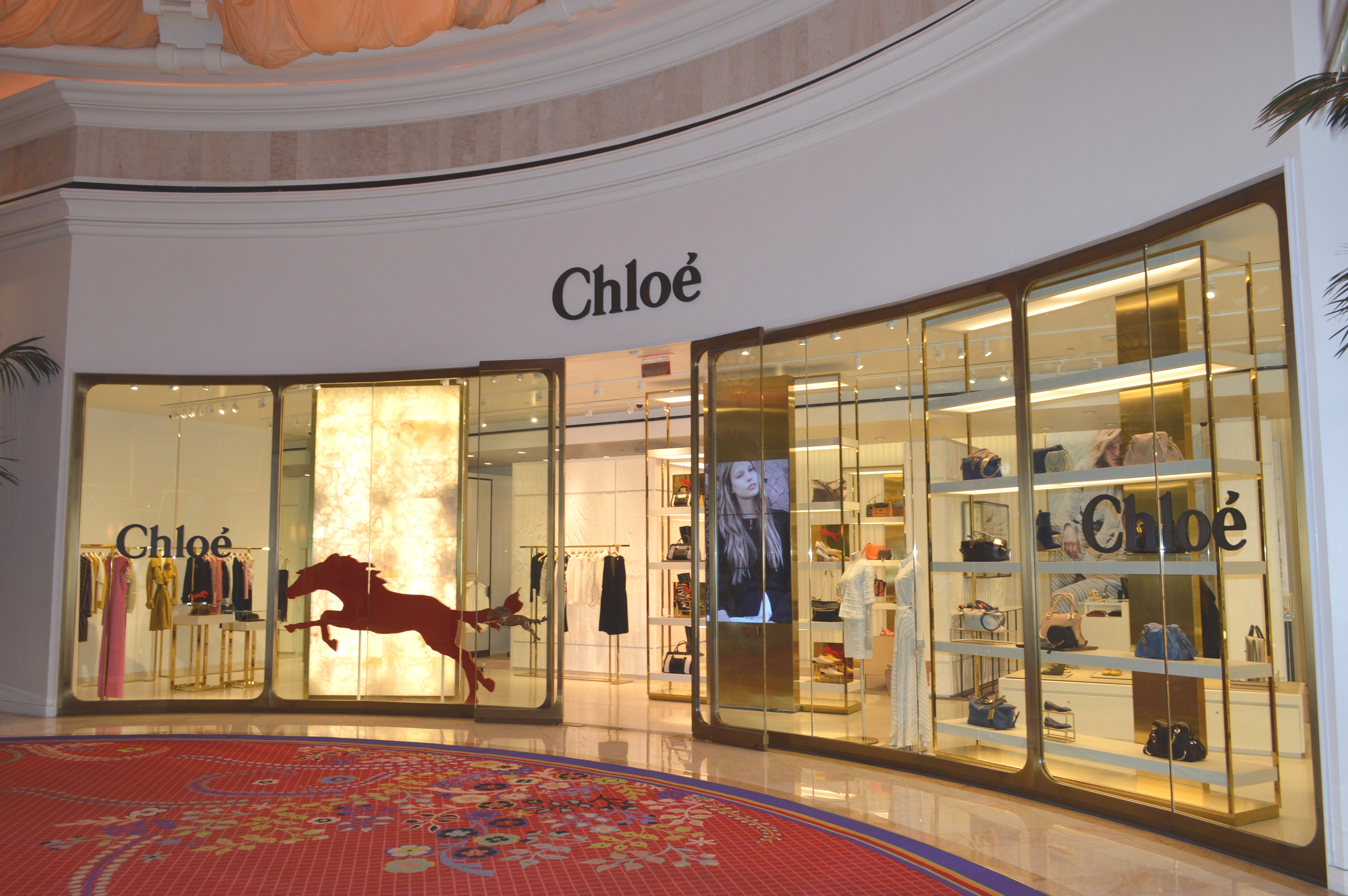
Chloé в готелі «Wynn» Лас-Вегаса до Нового Року 2014 — китайському році коні

Колекції Chloé різноманітні за цілеспрямованістю на покупців різного віку та стилю життя. Тиждень моди в Парижі два рази на рік пропонує оновлені лінії коштовного готового одягу.
З 2001 року розвивається молодіжна лінія «See by Chloé», що представляє дизайн романтичної естетики і поєднання мальовничості з елементами фольклору. Пропозиції виставляються в онлайн-показі мод.

## Поширення

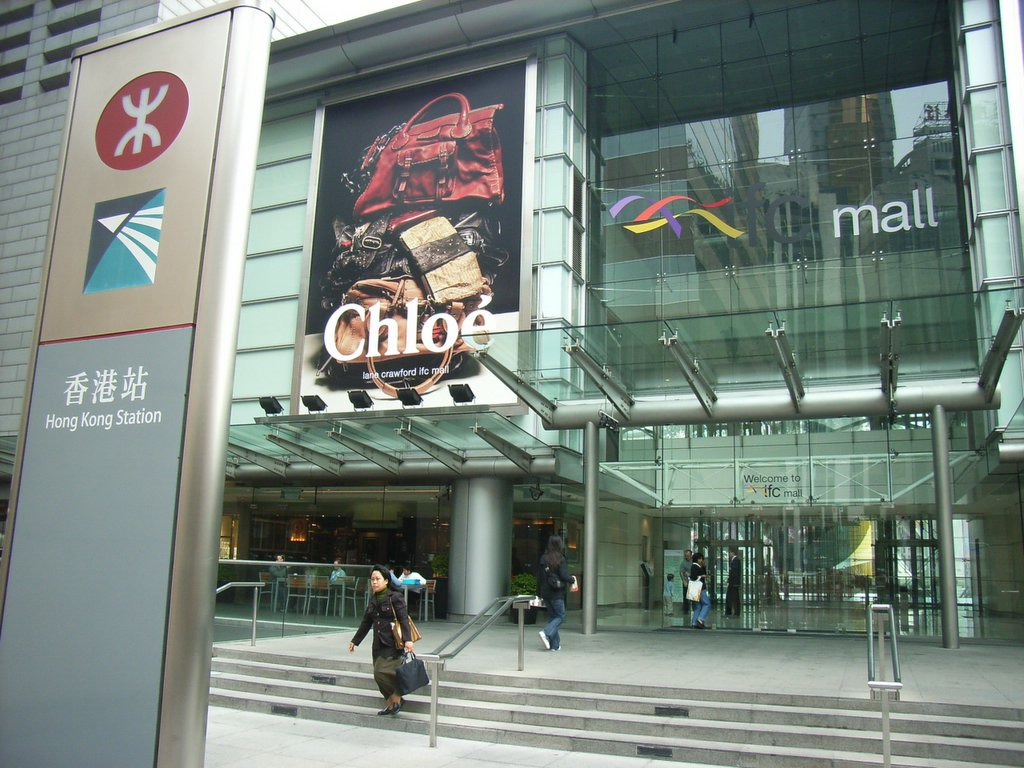
Chloé у Гонконзі, фото 2006 року

Штаб-квартира Chloé розташована на авеню Персі (фр. Percier), VIII округ Парижа. Регіональні офіси є в Нью-Йорку, Токіо, Шанхаї, Гонконзі та Дубаї.
Продукцію Chloé на представницьких показах моди і в рекламних кампаніях популяризують супермоделі різних країн світу: Фрея Беха Еріксен (Данія), Фернанда Таварес (Бразилія), Кармен Касс (Естонія), Марина Вакт (Франція), Тоні Гаррн (Німеччина), Ромі Стрейд (Нідерланди), Шалом Гарлоу (Канада), Магдалена Фраковяк (Польща), Ганна В'ялицина (Росія та США), американські моделі Керолін Мерфі, Крісті Тарлінгтон, Жаклін Яблонскі та інші.